# Mark Gordon (Politiker)

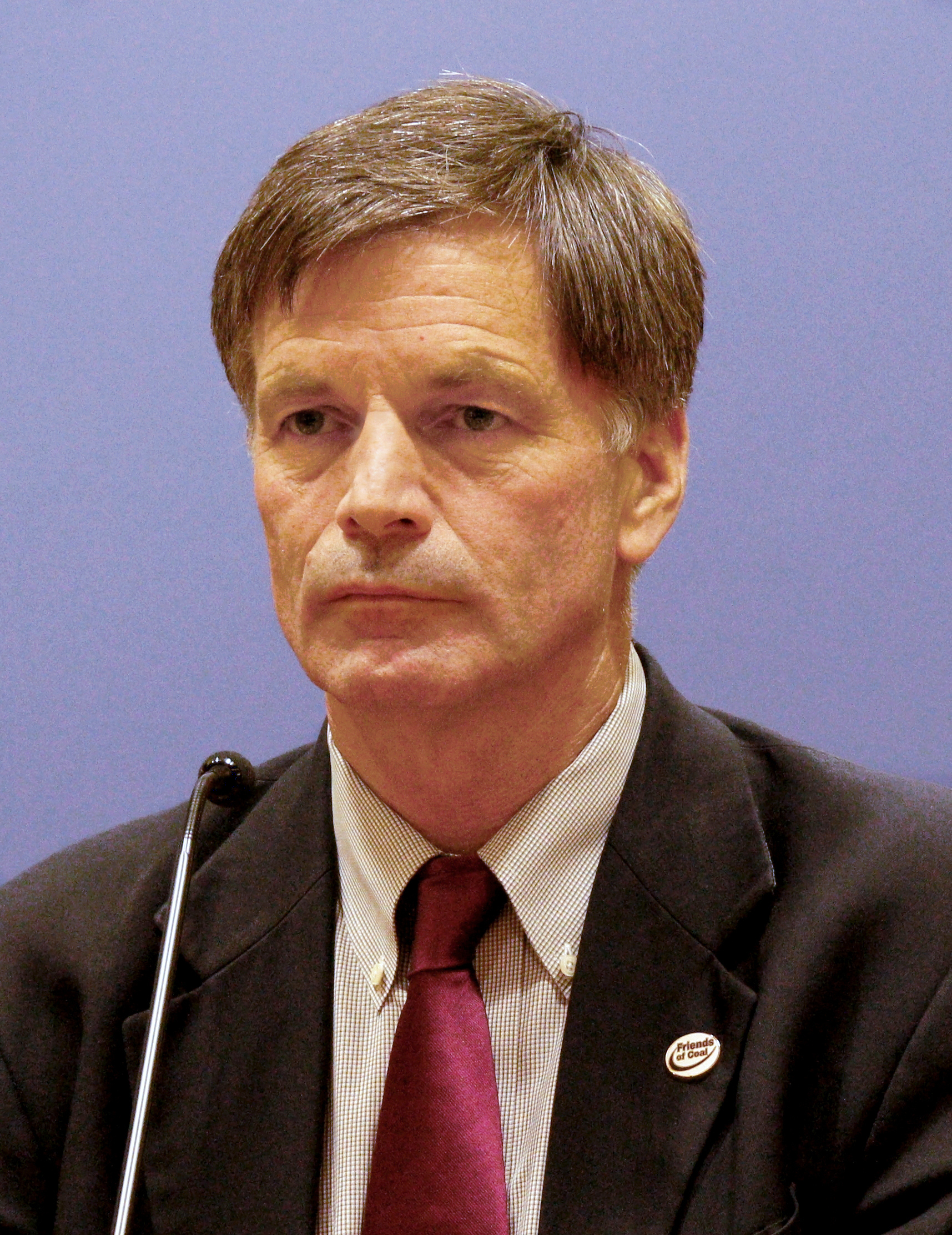
Mark Gordon (2018)

Mark Gordon (* 14. März 1957 in New York City, New York) ist ein US-amerikanischer Politiker der Republikanischen Partei. Vom 1. November 2012 bis 7. Januar 2019 war er der 29. State Treasurer des Bundesstaates Wyoming. Bei der Gouverneurswahl am 6. November 2018 wurde er zum Nachfolger von Matt Mead gewählt. Er trat sein Amt als 33. Gouverneur am 7. Januar 2019 an.

## Familie, Ausbildung und Beruf
Gordon wurde als Sohn einer Farmerfamilie in New York City geboren. Er besuchte die High School in New Hampshire und das College in Vermont. 1979 kehrte er nach Wyoming auf die familieneigene Farm zurück, machte sich jedoch recht bald als Geschäftsmann selbstständig. Er gründete mehrere Firmen, darunter eine, die in der Tourismusbranche aktiv ist. 
Seine erste Frau, Sarah Hildreth Gilmore, lernte Gordon am College in Vermont kennen, die beiden heirateten 1981. Sarah starb 1993 bei einem Autounfall. Aus dieser Ehe gingen zwei Kinder hervor. Seine zweite Frau, Jennie Muir, lernte er 1998 kennen und heiratete sie im Jahr 2000. Muir brachte zwei Kinder in die Ehe mit. Gemeinsam bewirtschaften sie die Merlin Ranch, wo sie auch leben.

## Politische Laufbahn
2008 kandidierte Gordon bei den Vorwahlen der Republikaner für den Sitz von Wyoming im US-Repräsentantenhaus. Er konnte sich, trotz bekannter lokaler Fürsprecher, jedoch nicht gegen Cynthia Lummis durchsetzen.
Der Gouverneur von Wyoming, Matt Mead, ernannte Gordon nach dem Tod von Joseph Meyer zum neuen State Treasurer von Wyoming, vergleichbar mit einem Finanzminister eines deutschen Bundeslandes. Am 1. November 2012 wurde er vereidigt. 2014 wurde er für eine volle Amtszeit als State Treasurer gewählt. 
2016 erteilte er Spekulationen eine Absage, wonach er erneut gegen Cynthia Lummis bei den Vorwahlen um den Sitz von Wyoming im US-Repräsentantenhaus kandidieren würde. Lummis kandidierte nicht mehr, Liz Cheney wurde ihre Nachfolgerin, Gordon blieb als State Treasurer im Amt. 
2018 verkündete er schließlich seine Kandidatur für das Amt des Gouverneurs. Amtsinhaber Mead durfte aufgrund einer Amtszeitbeschränkung nicht erneut kandidieren. Bei den Vorwahlen seiner Partei konnte sich Gordon durchsetzen, bei der Hauptwahl gewann er im stark konservativ geprägten Wyoming mit deutlichem Vorsprung gegen die Demokratin Mary Throne. Gordon erhielt 67,1 % der abgegebenen Stimmen, Throne 27,5 %. Gordon trat sein Amt als Gouverneur von Wyoming am 7. Januar 2019 an.
In einer vom 1. Oktober bis 31. Dezember 2019 abgehaltenen US-weiten Umfrage erreichte er unter allen 50 Gouverneuren der Bundesstaaten den höchsten Zustimmungswert (69 % Zustimmung, 13 % Ablehnung).